# (4668) Rayjay
(4668) Rayjay est un astéroïde de la ceinture principale.

## Description
(4668) Rayjay est un astéroïde de la ceinture principale. Il fut découvert le 21 février 1987 à La Silla par Henri Debehogne. Il présente une orbite caractérisée par un demi-grand axe de 3,01 UA, une excentricité de 0,12 et une inclinaison de 9,2° par rapport à l'écliptique.

## Compléments